# Kanton Grasse-Nord
Der Kanton Grasse-Nord war bis 2015 ein französischer Wahlkreis im Arrondissement Grasse, im Département Alpes-Maritimes und in der Region Provence-Alpes-Côte d’Azur. Er umfasste einen Teilbereich der Stadt Grasse.